# Eef Mulders
Everardus Franciscus Henricus Mulders detto Eef (Den Bosch, 28 novembre 1948) è un ex calciatore olandese, attaccante della nazionale olandese.

## Carriera

### Club
Dopo due anni passati nella squadra della sua città, il Den Bosch, Mulders si trasferisce al PSV. Nella squadra di Eindhoven rimane per quattro stagioni, vincendo, nel suo ultimo anno, la KNVB beker.
Passa infine all'AZ '67 dove chiude la carriera nel 1975.

### Nazionale
Mulders ha giocato una sola partita con la Nazionale olandese, nel match di qualificazione a Euro 1972 giocato il 4 aprile 1971 a Spalato contro la Jugoslavia.

## Statistiche

### Cronologia presenze e reti in nazionale
| Cronologia completa delle presenze e delle reti in nazionale ― Paesi Bassi | Cronologia completa delle presenze e delle reti in nazionale ― Paesi Bassi | Cronologia completa delle presenze e delle reti in nazionale ― Paesi Bassi | Cronologia completa delle presenze e delle reti in nazionale ― Paesi Bassi | Cronologia completa delle presenze e delle reti in nazionale ― Paesi Bassi | Cronologia completa delle presenze e delle reti in nazionale ― Paesi Bassi | Cronologia completa delle presenze e delle reti in nazionale ― Paesi Bassi | Cronologia completa delle presenze e delle reti in nazionale ― Paesi Bassi |
| Data                                                                       | Città                                                                      | In casa                                                                    | Risultato                                                                  | Ospiti                                                                     | Competizione                                                               | Reti                                                                       | Note                                                                       |
| -------------------------------------------------------------------------- | -------------------------------------------------------------------------- | -------------------------------------------------------------------------- | -------------------------------------------------------------------------- | -------------------------------------------------------------------------- | -------------------------------------------------------------------------- | -------------------------------------------------------------------------- | -------------------------------------------------------------------------- |
| 4-4-1971                                                                   | Spalato                                                                    | Jugoslavia                                                                 | 2 – 0                                                                      | Paesi Bassi                                                                | Qual. Euro 1972                                                            | -                                                                          |                                                                            |
| Totale                                                                     |                                                                            | Presenze                                                                   | 1                                                                          |                                                                            | Reti                                                                       | 0                                                                          |                                                                            |

## Palmarès
- KNVB beker: 1

PSV Eindhoven: 1973-1974